# 동부로 (영광군)
동부로(Dongbu-ro)는 대한민국의 전라남도 영광군 홍농읍 중심부를 연결하는 도로이다.

## 노선 경로
- 홍농사거리 - 홍농로
- 가학삼거리 - 샘목로